# Adenocaulon himalaicum
Adenocaulon himalaicum (аденокаулон гімалайський) — вид квіткових рослин з родини айстрових, роду Adenocaulon.

## Опис

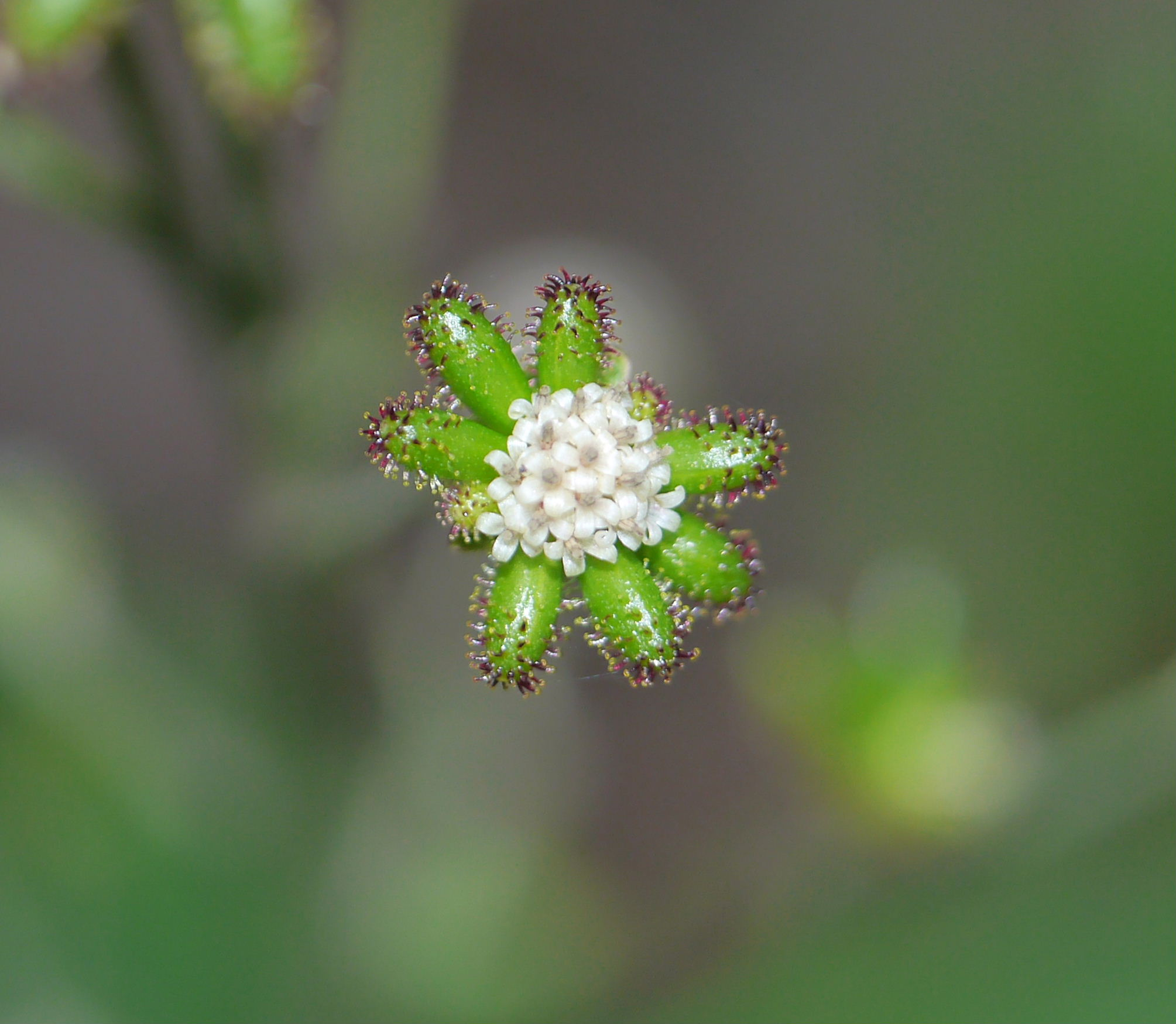
Суцвіття Adenocaulon himalaicum

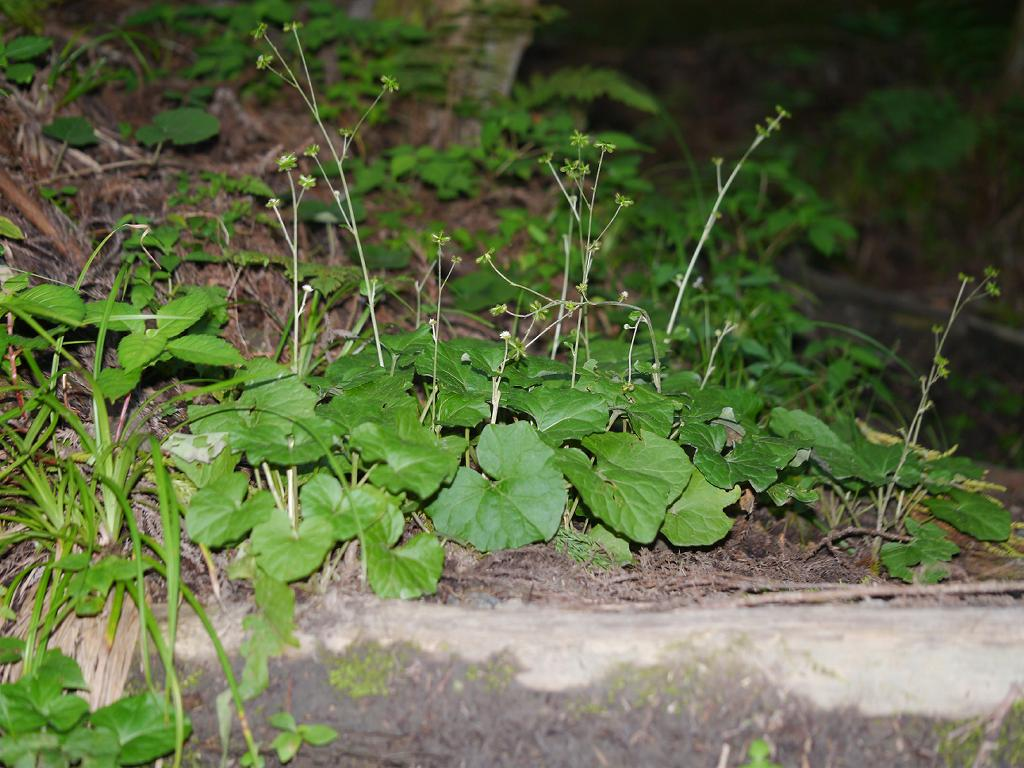
Adenocaulon himalaicum у місті Танабе, префектура Вакаяма, Японія

Багаторічні трави з повзучими кореневищами. Стебла прямостоячі, 30-100 см заввишки, павутинні, з голчастими залозками на верхній частині. Листя прикореневі і стеблові; прикореневе в'янення листя до цвітіння; нижня листкова пластинка широкояйцеподібна або ниркоподібна, 7-13 × 11-22 см, біля осі павутинчаста, приаксіально гола, основа глибоко серцеподібна, край нерівномірно зубчастий, верхівка гостра або тупа; черешки 10-20 см, крилаті; серединні і верхні листки поступово дрібнішають, крилато-черешкові; верхні листки широколанцетні, переходять у приквіткові. Антодій близько 5 мм в діаметрі; квітконоси 2-6 см, ніжка залозиста; обгортка куляста, близько 2,5 × 5 мм; листків 5-7, 1-рядні, яйцеподібні, 2,5-3 × 1,5-2,3 мм, після цвітіння відігнуті; приймочка опукла, гола. Крайові квітки жіночі, 6-12, віночки білі, трубчасті, 1,1-1,5 мм, голі, на верхівці 4-5-лопатеві; дискові суцвіття чоловічі, 4-12(-22), віночки білі, 1,7-2 мм, голі, на верхівці 5-лопатеві; пиляк сполучно закруглений на верхівці, ледве виступає. Сім'янки булаво-оберненояйцеподібні, 6-7 мм, ніжка залозиста. 2n = 46.

## Поширення
Зростає в Індії, Японії, Кореї, Непалі, Росії, Китаї — у провінціях Аньхой, Ганьсу, Ґуйчжоу, Хебей, Хейлунцзян, Хенань, Хубей, Хунань, Цзянсі, Цзілінь, Ляонін, Шеньсі, Шаньдун, Шаньсі, Сичуань, Юньнань, Чжецзян та в Тибетському автономному районі.

## Екологія
Цвіте з червня по серпень, плодоносить з вересня по листопад. Зростає в лісах, у хащах, на трав'янистих схилах, по берегах річок; нижче 3400 метрів над рівнем моря.